# Ganej Cahala
Ganej Cahala (hebrejsky: גני צהלה) je čtvrť v severovýchodní části Tel Avivu v Izraeli. Je součástí správního obvodu Rova 2 a samosprávné jednotky Rova Cafon Mizrach.

## Geografie
Leží na severovýchodním okraji Tel Avivu, cca 4 kilometry od pobřeží Středozemního moře a cca 2 kilometry severně od řeky Jarkon, v nadmořské výšce okolo 50 metrů. Dopravní osou je silnice číslo 482 (ulice Moše Sne), která probíhá po západním okraji čtvrti. Na východu sousedí se čtvrtí Cahala, na jihu s Ramot Cahala, na západě s Tel Baruch Cafon a na severu s ha-Mištala.

## Popis čtvrti
Plocha čtvrti je vymezena na severu ulicí Anatot, na jihu ulicí Cahal, na východě ha-Macbi'im a na západě třídou Moše Sne. V roce 2007 tu žilo 6 964 obyvatel (údaj společně za čtvrti Ramot Cahala, Ganej Cahala a ha-Mištala). 